# Günter Kuhnke
Günter Kuhnke (ur. 7 września 1912 w Elblągu, zm. 11 października 1990 w Schortens) – niemiecki oficer, dowódca okrętów podwodnych (U-Bootów) z okresu II wojny światowej, as wojny podwodnej.

## Życiorys
Günter Kuhnke wstąpił do Reichsmarine w kwietniu 1931 roku. Po kilkumiesięcznej służbie na „pancerniku kieszonkowym” „Admiral Scheer” we wrześniu 1935 roku został przeniesiony do odradzającej się floty podwodnej. Po odbyciu standardowego szkolenia w październiku 1938 roku objął dowództwo U-28, okrętu podwodnego typu VIIA, bazującego początkowo w Wilhelmshaven.
Po wybuchu wojny odbył na nim sześć patroli bojowych mających na celu stawianie min i zwalczanie nieprzyjacielskiej żeglugi u wybrzeży Wysp Brytyjskich. Zatopił 12 jednostek o łącznej pojemności 51 829 BRT (w tym jeden o tonażu 9577 BRT uszkodzony na minie, uznany za stratę całkowitą), jeden okręt pomocniczy (okręt-pułapkę HMS „Cape Howe” 4443 BRT) i uszkodził 2 statki (łącznie 10067 BRT). 19 września 1940 roku w uznaniu zasług (część z nich była jednak efektem wyolbrzymianych w raportach sukcesów) został odznaczony Krzyżem Rycerskim.
W styczniu 1941 roku Kuhnke zdał dowództwo U-28, które przejął po nim dotychczasowy pierwszy oficer oberleutnant Friedrich Guggenberger. Dwa miesiące później objął większy okręt typu IXC – U-125, na którym odbył dwa bezowocne patrole, w tym dłuższy na wodach środkowego Atlantyku. 
W styczniu 1942 roku Kuhnke został mianowany dowódcą 10. Flotylli U-Bootów bazującej w Lorient (Francja). Pomiędzy końcem sierpnia a połową października 1944 roku przeprowadził ostatni ocalały okręt flotylli – U-853 (typu  IXC/40) do Norwegii, a później bazy we Flensburgu (Niemcy). Po objęciu dowództwa 33. Flotylli sprawował tę funkcję do końca wojny.
W 1955 roku wstąpił do odradzającej się niemieckiej marynarki (Bundesmarine), do października 1960 roku służył jako dowódca niszczyciela Z-2 (ex-USS „Ringgold”). Później dowódca flotylli niszczycieli, w 1966 roku mianowany został szefem Departamentu Marynarki w Sztabie Generalnym, zaś w 1972 roku odszedł na emeryturę w stopniu kontradmirała.